# I Warszawski Batalion Etapowy
I Warszawski batalion etapowy – oddział wojsk wartowniczych i etapowych w okresie II Rzeczypospolitej pełniący między innymi służbę ochronną na granicy polsko-sowieckiej.

## Formowanie i zmiany organizacyjne
Formowanie batalionu rozpoczęto na przełomie 1918-1919. Otrzymał on nazwę okręgu generalnego, w którym powstał i kolejny numer porządkowy oznaczany cyfrą rzymską. Do batalionu wcielono żołnierzy starszych wiekiem i o słabszej kondycji fizycznej. Oficerowie i podoficerowie nie mieli większego doświadczenia bojowego. Batalion nie posiadał broni ciężkiej, a broń indywidualną żołnierzy stanowiły stare karabiny różnych wzorów z niewielką ilością amunicji. 
We wrześniu 1919 dowództwo batalionu stacjonowało w Mińsku. Wiosną 1920 batalion podlegał Dowództwu Okręgu Etapowego „Mińsk”. 
We wrześniu batalion wchodził w skład IVb Brygady Etapowej, stacjonował w twierdzy brzeskiej stanowiąc załogę Obozu Warownego „Brześć Litewski”. Stan baonu wynosił wówczas 9 oficerów i 460 szeregowców .
W październiku 1920 zreorganizowano brygady etapowe 4 Armii. Batalion wszedł w podporządkowanie dowódcy IVa (c) Brygady Etapowej. Z końcem 1920 w Grodnie utworzono II Brygadę Etapową. Batalion wszedł w jej skład.
W lutym 1921 bataliony etapowe przejęły ochronę granicy polsko-rosyjskiej. Początkowo pełniły ją na linii kordonowej, a w maju zostały przesunięte bezpośrednio na linię graniczną z zadaniem zamknięcia wszystkich dróg, przejść i mostów.
W 1921 bataliony etapowe ochraniające granicę przekształcono w bataliony celne.

## Dowódcy batalionu
- ppłk piech. Wacław Wałda (był IX 1920)[10]
- mjr piech. Wacław Prawdzik (był 28 XII 1920)[11]